# Jaderná elektrárna Kujawy
Jaderná elektrárna Kujawy (polsky Elektrownia Jądrowa Kujawy) byla třetí plánovaná jaderná elektrárna v Polsku. Nacházet se měla u obce Bobrowniki na řece Visle, poblíž Włocławku. Plány na výstavbu elektrárny byly po roce 1989 zrušeny, ale v 21. století byla lokalita zvolena jako jedna z možných lokalit pro první polskou jadernou elektrárnu. Hrubý výkon elektrárny měl činit 4000 MW. Jaderná elektrárna Kujawy měla být konstrukčně podobná jaderné elektrárně Temelín.

## Historie a technické informace

### Počátky
Polská vláda začala plánovat výrobu elektřiny z jaderné energie v roce 1956. V 80. letech bylo v plánu vybudovat zhruba pět jaderných elektráren. Jednou z nich byla i jaderná elektrárna Kujawy, jež se měla podle všeho stát třetí jadernou elektrárnou v Polsku. První měla být jaderná elektrárna Żarnowiec a druhá Warta.
Elektrárna Kujawy měla disponovat čtyřmi tlakovodními reaktory VVER-1000/320 o hrubém elektrickém výkonu 1000 MW každý. Tlakové nádoby měly být vyrobeny v Československu v tehdejším státním podniku Škoda Plzeň v rámci RVHP a turbíny měly být vyrobeny firmou v Polsku.
Přesný rok uvedení do provozu není známý. V harmonogramu z roku 1981 je uvedeno, že první blok měl přejít do provozu v roce 1991, ale je velice pravděpodobné, že tento rok byl později posunut, protože na místě nezačaly ani přípravné práce, na rozdíl od jaderné elektrárny Warta, která měla přejít do provozu v roce 1994 nebo 1996. Pokud by výstavba začala krátce po roce 1990, elektrárna by mohla být v provozu již před rokem 2000.

## Informace o reaktorech
| Reaktor  | Typ reaktoru  | Výkon  | Výkon   | Zahájení výstavby | Připojení k síti                       | Uvedení do provozu                     | Uzavření |
| Reaktor  | Typ reaktoru  | Čistý  | Hrubý   | Zahájení výstavby | Připojení k síti                       | Uvedení do provozu                     | Uzavření |
| -------- | ------------- | ------ | ------- | ----------------- | -------------------------------------- | -------------------------------------- | -------- |
| Kujawy-1 | VVER-1000/320 | 950 MW | 1000 MW | po roce 1990      | Plánovaná výstavba zrušena v roce 1989 | Plánovaná výstavba zrušena v roce 1989 |          |
| Kujawy-2 | VVER-1000/320 | 950 MW | 1000 MW | po roce 1990      | Plánovaná výstavba zrušena v roce 1989 | Plánovaná výstavba zrušena v roce 1989 |          |
| Kujawy-3 | VVER-1000/320 | 950 MW | 1000 MW | po roce 1990      | Plánovaná výstavba zrušena v roce 1989 | Plánovaná výstavba zrušena v roce 1989 |          |
| Kujawy-4 | VVER-1000/320 | 950 MW | 1000 MW | po roce 1990      | Plánovaná výstavba zrušena v roce 1989 | Plánovaná výstavba zrušena v roce 1989 |          |